# Idaea albonitens
Idaea albonitens là một loài bướm đêm trong họ Geometridae.